# 루비아노
루비아노(이탈리아어: Ruviano)는 이탈리아 캄파니아주 카세르타도에 있는 코무네이다. 나폴리로부터는 북동쪽으로 45km 카세르타에선 북동쪽으로 20km 거리에 있다.